# Промова Івана Мелешка
«Промова Івана Мелешка, каштеляна смоленського на сеймі у Варшаві в 1589 році» — невеликий за обсягом публіцистичний твір, пам'ятка білоруської літератури першої половини XVII століття. Належить до гумористично-пародійних та сатиричних творів ораторської прози. Висміює розгнуздані звичаї польської шляхти, що погрузла в корупції і лицемірстві. Автор обурюється результатами Люблінської унії і відстоює інтереси жителів Великого князівства Литовського (литовців і білорусів), які страждають від польського гніту. Зразок білоруської патріотичної літератури. Створена у формі виступу на сеймі, приписувана смоленському каштеляну Івану Мелешко. Вперше опублікована Юліаном Нємцевичем у 1819 році в польському перекладі.

## Опис
Написана невідомим автором, який, згідно тексту, належав до знаті. У ній, мабуть, вперше в білоруській літературі озвучена думка про небезпеку остаточної та незворотної втрати білоруським народом системи власних національних цінностей — моральних, естетичних, соціальних, державних, політичних. Письменник сформулював ідею непорушності білоруських родинних та побутових традицій, відзначив їх високу цінність для всіх часів та всіх поколінь.
У роботі аргументовано необхідність повернення суспільства до античності, коли, за словами автора, панувала щирість, відкритість, розсудливість, не було місця для балаканини та політики, обману та демагогії. Схвалюючи минуле, навіть ідеалізуючи його, письменник довів, що правда, чесність, жертва для Вітчизни — це найвищі цінності, незмінний ідеал. Автор писав про правління Сигізмунда I Старого (1506—1548), як про «золотий вік Литви». Це сталося, як сказано у «Промові Мелешка», завдяки турботі монарха, який прийшов до всього сам, дбав про запровадження справедливих законів у державі, заохочував захисників Вітчизни.
На сторінках твору піднімається болюча тема послаблення держави. Занепад країни розпочався з часів Сигізмунда II Августа (1548—1572), який, за словами письменника, забув про інтереси князівства, потрапив під вплив ляхів, здав Волинь та Підляшшя Польщі, і нарешті почав вважати себе «ляхом». Але основна причина кризи Великого князівства Литовського, за словами автора — зрада магнатів, високих сановників, які слідом за монархом почали відмовлятися від своїх традицій, жити по-іншому. Взаємними сварками вони розорили державу, довели простих людей до бідності. Власні амбіції та надмірна зарозумілість засліплювали очі.
Автор твору торкнувся ролі та відповідальності шляхти за ситуацію в економіці. Він докоряв дворянству за її згоду, яка бачила занепад, але побоювалася «баламутних панів», мовчала замість того, щоб протистояти. Народ-шляхта, як найвищий носій влади в князівстві, мав, за словами автора, відновити колишній порядок і через своїх обранців встановити справедливість, покарати злочинців.
«Промова» засуджує полонізацію регіону. Автор розкритикував звички іноземців, які вторглися — «ляхів» та «німців». За його словами, перші уникали роботи як могли, крали, осквернили і зіпсували все, а також не забули добре харчуватися та вбиратися. Незвична німецька акуратність і охайність змушує автора посміхатися. У «Промові Мелешка» висміюється маніпулювання звичками інших людей, тонкощі одягу, неприродність, манери поведінки прийняті від іноземців. Відмова від традиційної моралі, народної етики та естетики, на думку автора, була однією з причин соціального занепаду, корупції та розпусти.
«Промова Мелешка» — твір значного суспільного резонансу, спрямований проти іноземного панування на білоруських землях, знищення народних традицій, національного відступництва. Написаний живою білоруською мовою, багатий народною фразеологією. Разом із «Листом до Обуховича» «Промова Мелешка» — яскраве явище перехідного періоду розвитку білоруської літератури на шляху її наближення до національних витоків, демократизації.

## Дослідження
Перші видавці й дослідники «Промови» (Юліан Нємцевич, Міхал Вишневський, Пантелеймон Куліш, Микола Костомаров) не сумнівалися в її історичній правдивості, були впевнені, що промову справді виголошував смоленський каштелян (комендант укріплення) Іван Мелешко на Варшавському сеймі в присутності короля в 1589 році, як про це сказано у назві самого твору. Натомість, як уже згадувалось, Микола Сумцов і Михайло Добринін вважають автора аномімом, а білоруський дослідник Дмитро Довгяло, спираючись на висновки професора Варшавського університету Осипа Первольфа, стверджує, що автором «Промови» є Кипріан Комуняка — шляхтич воєводства Смоленського. Професор Осип Первольф у своїй праці «Слов'яни, їх взаємні зв'язки й відносини», доводить, що Іван Мелешко — це справді історична особа, але він був каштеляном у Смоленську не в 1589 році, а значно пізніше — у 1615—1623 роках. Крім того, професор вперше припустив, що «Промова Івана Мелешка» є не історичним документом, а літературним твором, і написаний він «литовсько-руським» гумористом XVII століття.
Ще один білоруський дослідник П. Крапівін сформулював і обгрунтував нову точку зору щодо авторства згаданого твору. Він вважає, що твір написав анонім на основі особистих записів Івана Мелешка, занотованих ним на Варшавському сеймі 1609 року. Сам Іван Мелешко був Мстиславським каштеляном з 1603 до 1610 року, і в 1609 році справді виступав на Варшавському сеймі як представник від Мозирського повіту в комісії з розмежування земель Мозирського й Київського повітів. Аргументами такого погляду є місця в тексті «Промови», де дружина Мелешка названа «пані Мстиславська», а він сам фігурує як представник Мозирського повіту. Сатиричний характер твору підтверджує й те, що «промова» розповсюджувалась списками і вперше опублікована у польському варіанті істориком Юліаном Немцевичем в 1819 році. Пантелеймон Куліш опублікував її в оригіналі у журналі «Основа» в 1862 році. 
Зокрема, білоруський дослідник В. Протасевич вважає цей твір пам'яткою політичної сатири XVII століття у білоруській суспільнополітичній думці. Майже всі українські дослідники попередніх часів вважали «Промову Івана Мелешка» пародією на сеймові промови шляхти другої половини XVI—початку XVII століття.